# Liste alphabétique de peintres américains
- Haut – A
- B
- C
- D
- E
- F
- G
- H
- I
- J
- K
- L
- M
- N
- O
- P
- Q
- R
- S
- T
- U
- V
- W
- X
- Y
- Z

## A
- Maria a'Becket
- Tony Abeyta
- Anthony Ackrill
- John Ottis Adams
- Lisa Adams
- Wayman Elbridge Adams
- Ivan Albright (1897-1983)
- George Ames Aldrich
- John White Alexander
- Greta Allen
- Washington Allston
- Charles Henry Alston
- Ezra Ames
- Harry Anderson (en) (1906-1996)
- Scott Lloyd Anderson
- Thomas Pollock Anshutz (1851-1917)
- Richard Anuszkiewicz
- Theodore Appleby (1923-1985)
- Allan d'Arcangelo
- Arman
- Rolf Armstrong
- Robert Arneson
- Ben Aronson
- David Aronson
- Richard Artschwager
- John James Audubon
- Milton Clark Avery
- Nadia Ayari

## B
- Otto Henry Bacher
- Henry Bacon
- Lucy Bacon
- Anna Rose Bain
- Charles Baker
- Marcia Baldwin
- Joyce Ballantyne
- Allan R. Banks
- Edward Mitchell Bannister
- Xavier J. Barile
- John Noble Barlow
- Dave Barnhouse
- Jean-Michel Basquiat
- Vaughan Alden Bass
- Judy Batterson
- Mary Baxter Saint Clair
- William Baziotes
- Alan Bean
- Romare Bearden
- Cecilia Beaux
- William Beckman
- James Carroll Beckwith
- Captain Beefheart
- Don Gene Bell
- Julie Bell
- George Bellows
- Marilyn Bendell
- Frank C. Bensing
- Frank Weston Benson
- Allen Bentley
- Thomas Hart Benton
- Gina Marie Bernardini
- Louis Frederick Bernecker
- Robert Berran
- Roy Best
- Robert Henri Betalo
- Louis Betts
- Trish Biddle
- Albert Bierstadt
- Jacob Binder
- George Caleb Bingham
- Thomas Birch
- Franz Bischoff
- James Bishop
- Albert Blaetter
- Jeremy Blake
- Thomas C. Blake
- Edwin Howland Blashfield
- Elizabeth Blaylock
- Stanley Bleifeld
- Jan Blencowe
- Benjamin Blessum
- Norman Bluhm
- Robert Frederick Blum
- Nicky Boehme
- Frank Myers Boggs
- Candice Bohannon
- Enoch Bolles
- Ilya Bolotowsky
- Matthew Bone
- Chesley Bonestell
- Adolph Borie
- Frederick Andrew Bosley
- Robert Brackman
- William Bradford
- Edith Branson
- George Brehm
- Anne M. Bremer
- Jacqueline Brice
- Alfred Thompson Bricher
- Frederick Arthur Bridgman
- Betsy Brown
- Dan Brown (peintre)
- Margaret Fitzhugh Browne
- Patrick Henry Bruce
- Edmund Brucker
- Frederick Sands Brunner
- Duane Bryers
- Alfred Leslie Buell
- Charles Ephraim Burchfield
- Copeland Charles Burg
- George Walker Bush
- Sam Butcher
- Theodore Earl Butler
- W. Cortland Butterfield

## C
- Paul Cadmus
- Alexander Calder
- John Edmund Califano
- Soren Emil Carlsen
- Samuel S. Carr
- Mary Cassatt
- George Catlin
- Vija Celmins
- Jefferson David Chalfant
- Charles Bosseron Chambers
- Francis Chapin
- David Chapple
- William Merritt Chase
- Judy Chicago
- Steve Childs
- Eric Christensen
- Howard Chandler Christy
- Frederic Edwin Church
- Chuck Close
- Walter Marshall Clute
- Thomas Cole
- Pamela Colman-Smith
- John Comer
- Andrew Sterrett Conklin
- Howard Connolly
- John Singleton Copley
- Colin Campbell Cooper
- Emma Lampert Cooper
- Joseph Cornell
- Dean Cornwell
- Jenness Cortez
- Eanger Irving Couse
- Charlélie Couture
- Kenyon Cox
- Charles Craig
- Kay Crain
- Amy Crehore
- Francis Hyman Criss
- Jasper Francis Cropsey
- Charles Courtney Curran
- John Currin
- John Steuart Curry

## D
- Charles William Dahlgreen
- Elliott Daingerfield
- Jim Daly
- Edward D'Ancona
- Nassos Daphnis
- Henry Darger
- Stuart Davis
- Francis Day (peintre)
- Joseph DeCamp
- Roy De Forest
- Adolf Dehn
- Avel de Knight
- Beauford Delaney
- Daniel Dell'Orfano
- Maurice Del Mue
- Del Parson
- Charles Demuth
- Billy De Vorss
- Thomas Wilmer Dewing
- Richard Diebenkorn
- Jim Dine
- Maynard Dixon
- Bob Dornberg
- Thomas Doughty
- Arthur Dove
- Catherine Drabkin
- June Dudley
- Roopa Dudley
- Edward Dufner
- Frank DuMond
- Robert Duncan
- Robert Scott Duncanson
- Marilyn Dunlap
- David Dunlop
- John Ward Dunsmore
- Asher Brown Durand
- Frank Duveneck
- Gerardus Duyckinck
- Mabel Dwight
- Bob Dylan

## E
- Thomas Eakins
- James Earl
- Ralph Earl
- Willam Raymond Eaton
- Diane Edison
- Nicole Eisenman
- Harry Ekman
- Clyde Garfield Ellis
- Edwin Romanzo Elmer
- Gil Elvgren
- Jane Emmet de Glehn
- Kim English
- John Joseph Enneking
- Carolyn Epperly
- Jules Erbit
- Martha Mayer Erlebacher
- Richard Estes
- Philip Evergood

## F
- Mary Fairchild
- Henry F. Farny
- Lyonel Feininger
- Peter Fiore
- William Mark Fisher
- Audrey Flack
- Dan Flavin
- Bruno Fonseca
- Art Frahm
- Sam Francis
- Helen Frankenthaler
- Frank Frazetta
- Frank Frazier
- Jane Freeman
- Arnold Friberg
- Adam Friedman (peintre)
- Frederick Frieseke
- Judith Fritchman
- Arthur Burdett Frost
- Pearl Frush

## G
- John Marshall Gamble
- Robert Hale Ives Gammell
- Carla Gannis
- Daniel Garber
- Gilbert Gaul
- Walter Gay
- Dona Gelsinger
- Felix Albert Gendrot
- Lillian Genth
- Daniel F. Gerhartz
- Judy Gibson
- William James Glackens
- Fritz Glarner
- Leon Golub
- Arshile Gorky
- Douglas Gorsline
- Adolph Gottlieb
- Matthew Grabelsky
- Clement Rollins Grant
- John Greenwood (peintre)
- Alex Grey
- Red Grooms
- William Gropper
- Cydney Grossman
- Charles Paul Gruppé
- Trent Gudmundsen
- Philip Guston
- Herbert Jacob Gute

## H
- Danny Hahlbohm
- Lilian Westcott Hale
- Sue Halstenberg
- Larry Hamilton
- David Hammons
- Abbott Handerson
- Steve Hanks
- Armin Hansen
- Duane Hanson
- David Hare (peintre)
- John Knowles Hare
- Keith Haring
- William Michael Harnett
- Gregory Frank Harris
- Mabel Rollins Harris
- Marsden Hartley
- William Stanley Haseltine
- Frederick Childe Hassam
- Theodore Hassam
- Don Hatfield
- Rufus Hathaway
- Charles Webster Hawthorne
- Arthur Merton Hazard
- Martin Johnson Heade
- William Hekking
- Peter Helck
- Mary Helmreich
- Francine Henderson
- Ken Hendricksen
- Robert Henri
- Edward Lamson Henry
- Edwin Herder
- Herbert M. Herget
- David P. Hettinger
- Aldro Thompson Hibbard
- Edward Hicks
- Ron Hicks
- Thomas Hicks
- Adelaide Hiebel
- Howard Logan Hildebrandt
- Thomas Hill
- Henry Hintermeister
- Albert Gallatin Hoit
- Daniel Brian Holeman
- Winslow Homer
- Edward Hopper
- Harry Hambro Howe
- Stacy Howell
- Donna Howell-Sickles
- Edith Hoyt (1894-1971)
- John Newton Howitt
- Alfred Cornelius Howland
- Henry Salem Hubbell
- William Morris Hunt
- Clémentine Hunter
- Frances Tipton Hunter
- Alfred Heber Hutty

## I
- Jeanne Illenye
- Robert Indiana
- Henry Inman
- George Inness
- Wilson Henry Irvine

## J
- Shirley Jaffe
- Louis Jambor
- John Wesley Jarvis
- Valerie Jaudon
- Paul Jenkins (peintre)
- John John Jesse
- Jasper Johns
- Eastman Johnson
- Joshua Johnson
- Richard S. Johnson
- William H. Johnson
- Francis Coates Jones
- Hugh Bolton Jones
- Rusty Jones
- Lars Justinen

## K
- Mark Karnes
- Jacob Kassay
- Alex Katz
- Lee Lufkin Kaula
- Walter Stanley Keane
- Mark Keathley
- Henry Keller
- Ellsworth Kelly
- John Frederick Kensett
- Rockwell Kent
- Zula Kenyon
- Charles Bird King
- Thomas Kinkade
- William Klein
- Franz Kline
- Alfred Klots
- Anna Klumpke
- Louis Aston Knight
- Daniel Ridgway Knight
- Rosemarie Koczy
- Walter Koeniger
- Willem de Kooning
- Jeff Koons
- Mark Kostabi
- Les Kouba
- George Kovach
- Akiane Kramarik
- Lee Krasner
- Albert Henry Krehbiel
- Leon Kroll
- Janet Kruskamp
- Sandra Kuck
- Mort Künstler
- Rose Kuper

## L
- John LaFarge
- Fitz Hugh Lane
- Louis Lang
- Lynn LaRose
- Christian Riese Lassen
- William Langson Lathrop
- Andrew Lattimore
- Carl Laubin
- Jacob Lawrence
- Shelley Thayer Layton
- Nancy Lee Moran
- David A. Leffel
- Diane Leonard
- Emanuel Leutze
- Hayley Lever
- Jack Levine
- Sherrie Levine
- Dennis Lewan
- Kris Lewis
- Roy Lichtenstein
- Adam Licsko
- Malcolm T. Liepke (en)
- David Ligare
- Mara Light
- Arthur Harold Lindberg
- Richard Lindner
- Warren Linn
- Leo Lionni
- Jeremy Lipking
- William Henry Lippincott
- Louis Loeb
- Robert Longo
- Ashley Longshore
- Joseph Lorusso
- Tom Lovell
- Will Hicok Low
- Andre Lucero
- George Luks
- Fernand Lungren
- Roberto Lupetti
- Howard Lyon
- Susan Lyon

## M
- Stanton MacDonald-Wright
- Walter MacEwen
- Mary Lizzie Macomber
- Earl MacPherson
- Edward Greene Malbone
- Robert Mangold
- Jeremy Mann
- Brice Marden
- John Marin
- Lajos Mark
- Reginald Marsh
- Agnès Martin
- Homer Dodge Martin
- Sheri Martinelli
- John Mason
- Judy Mastrangelo
- Tompkins Harrison Matteson
- Mary Maxam
- Jacqueline McBain
- Harry McCormick
- David McCosh
- John W. McCoy
- Robert McGinnis
- Betty McGregor
- Janet McKenzie
- Claudia Lucia McKinney
- Mary Lane McMillan
- Lori McNamara
- Jon McNaughton
- Joni McPherson
- Jason Mecier
- William Medcalf
- Nancy Medina
- James Meger
- Grace Mehan De Vito
- Julius Gari Melchers
- Emma Mendenhall
- Marie Menken
- Willard Metcalf
- Thomas Buford Meteyard
- Eric Michaels
- Addison Thomas Millar
- Alfred Jacob Miller
- Richard Edward Miller
- Francis Davis Millet
- Mary Minifie
- Joan Mitchell
- Frederic Kimball Mizen
- Nelson Augustus Moore
- Earl Moran
- Edward Percy Moran
- Thomas Moran
- Samuel Morse
- Grandma Moses
- Henry Mosler
- Robert Motherwell
- Archibald Motley
- Evelina Mount
- William Sidney Mount
- Henry Siddons Mowbray
- Zoë Mozert
- Colleen Murphy
- Hermann Dudley Murphy
- Michelle Murray
- Robertson Kirtland Mygatt

## N
- Tom Nachreiner
- Bruce Nauman
- John Nava
- Alice Neel
- Brian Neher
- Raymond Perry Rodgers Neilson
- Helena Nelson-Reed
- Barry Nemett
- Barnett Newman
- Tom Nielsen
- Kenneth Noland
- Karen Noles

## O
- Tim O'Brien
- Georgia O'Keeffe
- Jules Olitski
- Greg Olsen
- Walt Otto

## Q
- John Quidor
- Nathaniel Mary Quinn

## R
- Mel Ramos
- Robert Rauschenberg
- Grace Ravlin
- Man Ray
- Carducius P. Ream
- John Recknagel
- Edward Willis Redfield
- Granville Redmond
- Robert Lewis Reid
- Tricia Reilly-Matthews
- Kirk Reinert
- Frederic Remington
- John Hubbard Rich
- William Trost Richards
- Mary Curtis Richardson
- Alfred Rigny
- Neil Riley
- Faith Ringgold
- Susan Rios
- Louis Ritman
- William Friedrich Ritschel
- Louis Ritter
- Larry Rivers
- Tony Robbin
- Kim Roberti
- Theodore Robinson
- Norman Rockwell
- Howard Rogers
- Guy Rose
- Stephanie Rose
- James Rosenquist
- Bob Ross
- Susan Rothenberg
- Mark Rothko
- David Rottinghaus
- Edward Runci
- Edward Ruscha
- Charles Russell
- Albert Pinkham Ryder
- Platt Powell Ryder
- Robert Ryman

## S
- David Salle
- Warner Sallman
- Jim Salvati
- Russell Sambrook
- Jeremy Sams
- Ruth Sanderson
- Lynn Sanguedolce
- John Singer Sargent
- Arthur Sarnoff
- Adolf Schaller
- Scott Scheidly
- Julian Schnabel
- Matthew M. Schulz
- Donna Norine Schuster
- Richard Thomas Scott
- Nancy Seamons-Crookston
- Gwenn Seemel
- George Segal
- Ellen Barbara Segner
- Dixie Selden
- Kurt Seligmann
- Mikki Senkarik
- Amos Sewell
- Jane Seymour
- Ben Shahn
- Lynn Shaler
- James Jebusa Shannon
- Charles Sheeler
- Duffy Sheridan
- Cindy Sherman
- Everett Shinn
- John-Lewis Shonborn
- Harry Shoulberg
- Sam Sidders
- Tom Sierak
- Burton Silverman
- Edward Simmons
- Mitchell Siporin
- Robert Oliver Skemp
- Grace Slick
- John Sloan
- Hunt Slonem
- George Henry Smillie
- Delilah Smith
- Gladys Nelson Smith
- Kay Smith
- Tim Smith (peintre)
- Robert Smithson
- William Fulton Soare
- George Spangenberg
- Arthur Watson Sparks
- Lilly Martin Spencer
- Roy Frederick Spreter
- Sharon Sprung
- Richard Morrell Staigg
- Otto Stark
- Jeffrey Dale Starr
- Edward Steichen
- Frank Stella
- Joseph Stella
- Julius Leblanc Stewart
- Clyfford Still
- Joseph Whiting Stock
- Bill Stoneham
- Julian Russell Story
- Philip Straub
- Gilbert Stuart
- Elaine Sturtevant
- Henry Sugimoto
- Haddon Sundblom
- Fred Swan
- Lucile Swan (1890-1965)
- Mary Swann
- John Swihart
- James Guilford Swinnerton
- James Brade Sword
- Frederick Oakes Sylvester

## T
- Augustus Vincent Tack
- Arthur Fitzwilliam Tait
- Yves Tanguy
- Henry Ossawa Tanner
- Dorothea Tanning
- Mark Tansey
- Edmund Charles Tarbell
- Donald Teague
- Howard Terpning
- Kim Testone
- Abbott Handerson Thayer
- Paul Thek
- Robinson Theodore
- Dave Thibault
- Wayne Thiebaud
- Jerome Thompson
- Mary Bradish Titcomb
- Mark Tobey
- Fred Tomaselli
- Rico Tomaso
- Charles Wistanley Thwaites
- George Tooker
- John Martin Tracy
- Charles Warde Traver
- Don Troiani
- John Trumbull
- John Henry Twachtman
- Cy Twombly

## U
- Walter Ufer
- Charles Frederic Ulrich
- Rick Unger

## V
- Eugène Lawrence Vail
- Nina Valetova
- John Vanderlyn
- Pieter Vanderlyn
- Tim Van Laar
- Beatrice W. Van Ness
- Theodore Van Soelen
- Elihu Vedder
- Alex Vera
- Kelly Vivanco
- Edward Charles Volkert
- Edith Vonnegut
- Clark Voorhees

## W
- Marion Wachtel
- Vickie Wade
- William Aiken Walker
- Martha Walter
- Edgar Melville Ward
- Charles V. Ward
- Andy Warhol
- Jim Warren
- Detha Watson
- Marcus Waterman
- Frederick Judd Waugh
- Max Weber
- Mark Adam Webster
- Edwin Lord Weeks
- Emilie Sievert Weinberg
- John Ferguson Weir
- Julian Alden Weir
- Harry Weisburd
- Morgan Weistling
- Theodore Wendel
- William Wendt
- Bessie Hoover Wessel
- Tom Wesselmann
- Benjamin West
- Cynthia Westwood
- James Abbott McNeill Whistler
- Jon Whitcomb
- Gilbert White
- John Blake White
- Guy Arthur Wiggins
- Guy Carleton Wiggins
- Frank Nelson Wilcox
- Kehinde Wiley
- William T. Wiley
- Gilbert Williams
- Kent Williams
- Robin F. Williams
- Grant Wood
- Robert William Wood
- Robert Wilson
- Walter Blakelock Wilson
- Eudoxia Woodward
- John Douglas Woodward
- Christopher Wool
- Joseph Wright of Derby
- Alexander Helwig Wyant
- Andrew Wyeth
- Jamie Wyeth
- N. C. Wyeth
- Kay Wyne

## Y
- Peter Yesis
- Walter Young (peintre)
- Stephen Scott Young

## Z
- Robert Zakanitch
- Eric Zener
- Andrea Zittel
- Donald Zolan
- Marguerite Zorach